# Théodore Edmond Emile Henri Mathon

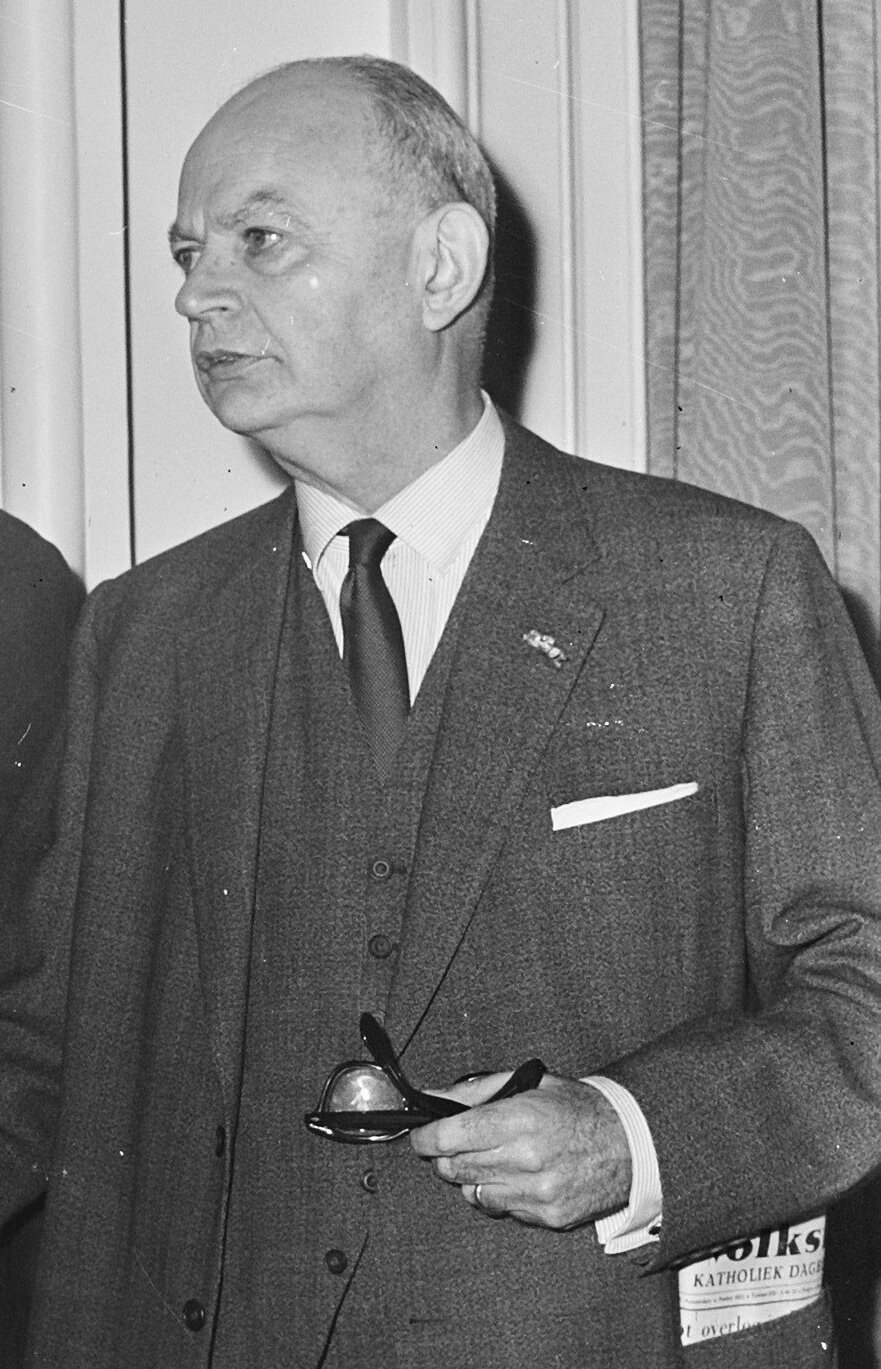
Théodore Edmond Emile Henri Mathon in 1964

Théodore Edmond Emile Henri Mathon (Roermond, 12 maart 1900 − 's-Gravenhage, 29 maart 1988) was een Nederlands militair en hoogleraar krijgsgeschiedenis.

## Biografie
Mathon was een telg uit het Nederland's Patriciaatsgeslacht Mathon en een zoon van generaal-majoor Henri Charles Pierre Leonard Mathon (1855-1918) en Johanna Maria Hendrina Lutkie (1866-1924). Hij trouwde in 1928 met Joanna Wilhelmina Maria Smits van Oyen (1902-1994), telg uit het geslacht Smits, met wie hij drie kinderen kreeg.
Mathon sloot zijn militaire carrière af als luitenant-generaal. In 1961 was hij voorzitter van de Atlantische Commissie. Hij bracht ook rapporten uit als voorzitter van commissies van de Katholieke Volkspartij. Per 23 januari 1964 werd hij benoemd tot bijzonder hoogleraar krijgsgeschiedenis vanwege de Koninklijke Nederlandse Vereniging 'Ons Leger'; hij aanvaardde dat ambt op 25 mei 1964 met de oratie Drie factoren van macht. Hij ging per 1 september 1970 met emeritaat. Daarna bracht hij als commissievoorzitter nog een rapport uit.
Prof. T.E.E.H. Mathon overleed in 1988 op 88-jarige leeftijd.

### Eigen werk
- Drie factoren van macht. Alphen aan den Rijn, 1964 (inaugurele rede).

### Als commissievoorzitter
- Rapport van de kommissie "Kontakten met kommunistische landen". [Den Haag, 1964].
- Oost-west verhoudingen en de NAVO. Verslag van de Atlantische conferentie op 4 april 1966. Den Haag, 1966.
- Actieve vredespolitiek. 's-Gravenhage, [1967].
- Oost-west-ontspanning, het Atlantisch bondgrenootschap en de invloed van China hierop. Verslag van de Atlantische conferentie op 28 april 1967. Den Haag, 1967.
- China in de internationale verhoudingen. Rapport van de commissie China, aanvaard door het Partijbestuur en vrijgegeven voor publikatie op 25 november 1967. 's-Gravenhage, 1968.
- Het conflict in het Midden-Oosten. Rapport van de commissie-Midden-Oosten van de Katholieke Volkspartij, aanvaard door het partijbestuur op 6 februari 1970. 's-Gravenhage, 1970.
- Onze internationale politiek. Richtlijnen voor het te voeren beleid. Aanvaard door het partijbestuur van de Katholieke Volkspartij op 6 februari 1970. 's-Gravenhage, 1970.
- Twee vragen voor de NAVO. Verslag van het Atlantisch symposium op 10 april 1970, Tweede Kamer, Den Haag. 's-Gravenhage, 1970.
- Defensie in de jaren '70. Rapport van een commissie van het Centrum voor Staatkundige Vorming. 's-Gravenhage, 1972.